# هیئت منصفه فراری
هیئت منصفه فراری (به انگلیسی: Runaway Jury) فیلمی است محصول سال ۲۰۰۳ و به کارگردانی گری فلدر است. در این فیلم بازیگرانی همچون جان کیوسک، جین هکمن، داستین هافمن، ریچل وایس، جرمی پیون، بروس دیویسن، بروس مک‌گیل، مارگریت مورو، نیک سیرسی، لیلند ارسر، لری هیورینگ، نستور سرانو، جوانا گوئینگ، دیلان مک‌درموت، استنلی اندرسون ایفای نقش کرده‌اند.

## خلاصه داستان
در جریان دادگاه رسیدگی به شکایتی علیه یک شرکت اسلحه سازی، فردی به نام «زیکن فیچ» (هکمن) از طرف شرکت استخدام می‌شود تا تک تک اعضای هیئت منصفه را شناسایی کند. او در مورد تقریباً همهٔ اعضا موارد اتهام‌برانگیز پیدا می‌کند و فقط متوجه می‌شود که دو عامل را نادیده گرفته بوده‌است: یکی «نیک ایستر» (کیوساک)، از اعضای هیئت منصفه که نقشه‌های خاص خود را دنبال می‌کند و «مارلی» (وایس)، زنی مرموز که برنامه‌هایی سرهم کرده تا باقی اعضای هیئت منصفه را هم رأی خودش گرداند…